# Bazylika św. Stefana w Bolonii

Plan kompleksu
1-3. Kościół św. Krzyża
2. Krypta
4. Bazylika Grobu Pańskiego
5. Bazylika św. św. Witalisa i Agrykoli
6. Dziedziniec Piłata
7. Kościół Świętej Trójcy lub Martyrium
8. Krużganek
9-10-11-12. Kaplica i Muzeum Chusty (Matki Boskiej)

Bazylika św. Stefana w Bolonii (wł. Basilica di Santo Stefano) – bazylika znajdująca się w Bolonii przy placu św. Stefana (wł. Piazza Santo Stefano). Właściwie nie jest to jedna świątynia, a kompleks budowli religijnych, przez co zwyczajowo nazywana jest Sette Chiese (Siedem Kościołów). Inną używaną nazwą jest Santa Gerusaleme (Święte Jeruzalem).

## Historia
Tradycja podaje, że święty Petroniusz biskup Bolonii w V wieku zbudował bazylikę w miejscu dotychczasowej świątyni Izydy. Budowla miała przypominać Bazylikę Grobu Świętego. 
Poszczególne części kompleksu zostały wybudowane:
- Bazylika św. św. Witalisa i Agrykoli-w IV w., przebudowana w XII w.,
- Bazylika Grobu Świętego-według tradycji: w V w.,
- Kościół św. Krzyża z kryptą- w VIII w., prezbiterium przebudowane w XVII w.,
- Dziedziniec Piłata, XIII wiek,
- Kościół Świętej Trójcy lub Martyrium, w XIII w.

Liczne remonty, które przeprowadzono około 1880 r. i na początku XX wieku, głęboko zmieniły dawny kształt kompleksu i połączyły pierwotne siedem kościołów w cztery.

## Bazylika św. św. Witalisa i Agrykoli
Bazylika św. św. Witalisa i Agrykoli (wł. Basilica dei SS. Vitale e Agricola) jest najstarszą częścią kompleksu. Kościół w typie bazyliki, bez transeptu, zamknięta potrójną absydą. Kościół poświęcony jest świętym Witalisowi i Agrykoli. Od czasu jego budowy mieścił relikwie tych świętych, odpowiednio wyzwoleńca i jego wcześniejszego właściciela, pierwszych dwóch męczenników bolońskich z czasów Dioklecjana. W 393 r. św. Ambroży z Mediolanu dokonał elewacji relikwii obu świętych, co świadczy o tym, że bazylika była już wtedy zbudowana.
Na początku XV wieku odnaleziono paleochrześcijański grób z napisem „Symon”. Rozeszła się wtedy pogłoska, że znajduje się tam grób Szymona Piotra, czyli Piotra Apostoła. Plotka ta, pozbawiona jakichkolwiek podstaw historycznych, przyciągnęła wielu pielgrzymów, odwracając ich uwagę od Rzymu, dotychczasowego celu pielgrzymek. Papież Eugeniusz IV, zareagował wówczas gwałtownie: otworzył kościół, napełnił go ziemią i pozostawił w tym stanie na około siedemdziesiąt lat. Dzięki staraniom arcybiskupa Giuliano Della Rovere, kościół został odrestaurowany i ponownie otwarty. Na bocznych drzwiach znajduje się inskrypcja, która o tym przypomina: "JUL. CARD. S. P. AD VINC. RESTITUIT". 
Wewnątrz zobaczyć można m.in. pozostałości rzymskiej mozaiki (przeszklone). Z kolei w dwóch bocznych apsydach znajdują się dwa wczesnośredniowieczne sarkofagi przypisywane św. św. Witalisowi i Agrykoli z wykutymi figurami zwierząt (lwów, jeleni i pawi) na wypukłym reliefie. W prawej nawie, na ścianie, widnieje "krzyż męczeństwa św. Agrykoli" (w rzeczywistości pochodzi z późniejszego okresu). Ołtarz główny przebudowany jest z pogańskiego ołtarza i ustawiony jest przedsoborowo, tj. przy tylnej ścianie).

## Bazylika Grobu Świętego

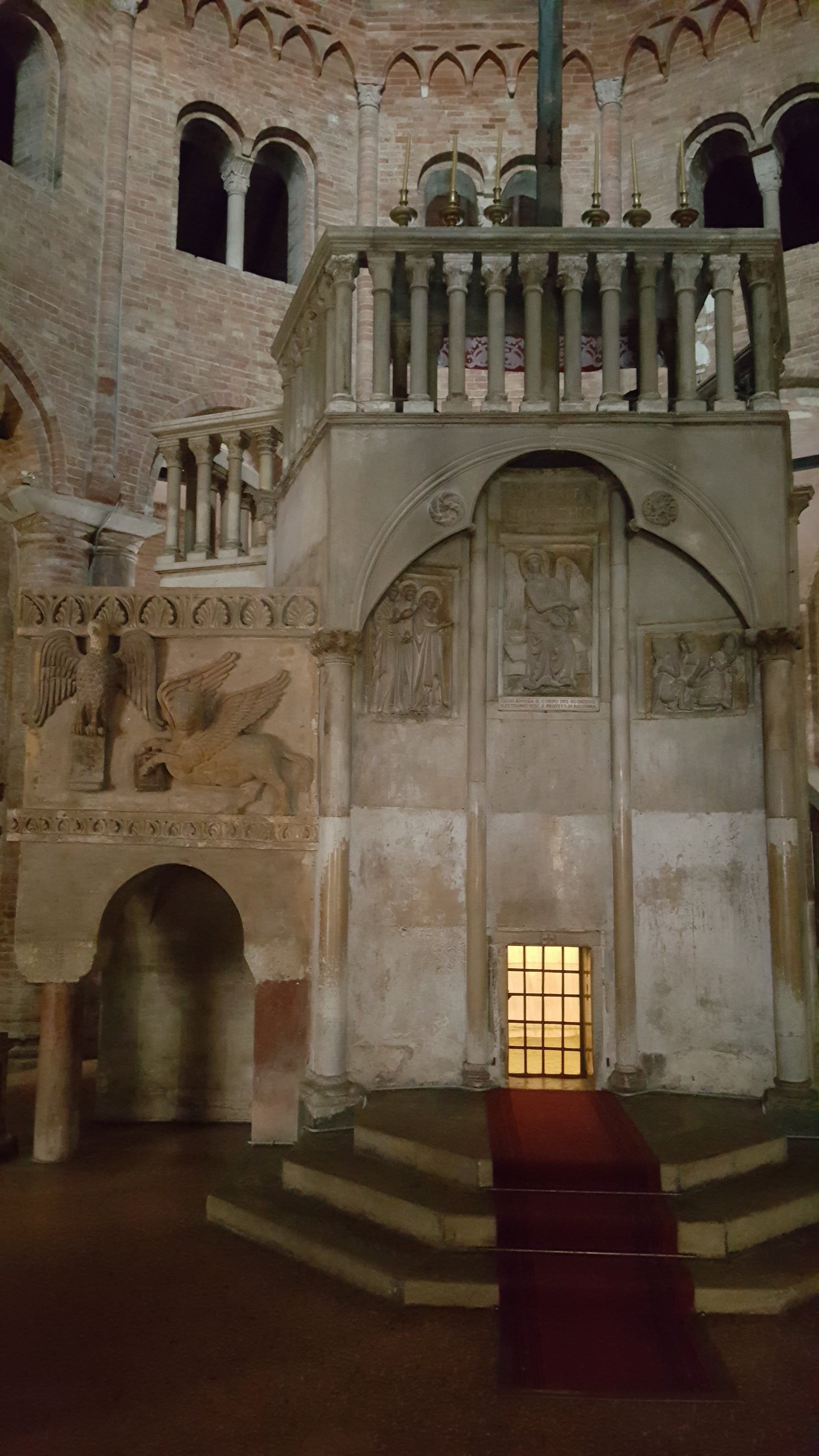
Wnętrze Bazyliki Grobu

Bazylika Grobu Świętego (wł. Basilica del Sepolcro) pochodzi z V wieku. Miała stanowić odwzorowanie konstantyńskiej Bazyliki Grobu Świętego w Jerozolimie. Zniszczona podczas najazdu węgierskiego w X wieku. Odbudowana na początku XI wieku przez benedyktynów. 
Budynek o planie centralnym, zbudowany na obwodzie nieregularnego ośmiokąta. Bazylika zwieńczona jest dwunastokątną kopułą, wzniesioną na dwunastu marmurowo-ceglanych kolumnach. Na środku znajduje się edykuła w której znajdują się relikwie św. Petroniusza, odkryte tutaj w 1141 r. Drzwi Grobu otwierane są tylko w jednym tygodniu w roku, po celebracji Wigilii Paschalnej w obecności bożogrobców. 
W starożytności można było wczołgać się do środka, aby uczcić szczątki świętego. Prostytutki z Bolonii naśladując Marię Magdalena udawały się w poranek wielkanocny, aby przed Grobem Pańskim odmówić modlitwę, której treści nie chciały wyjawić. Zgodnie z inną starożytną tradycją, ciężarne kobiety w Bolonii zwykły chodzić trzydzieści trzy razy (po jednym na każdy rok życia Jezusa) wokół Grobu, rozpoczynając okrążenie modlitwą. Na koniec trzydziestego trzeciego okrążenia kobiety udawały się do pobliskiego kościoła Martyrium, aby modlić się przed freskiem ciężarnej Madonny. 
Obecnie nie ma tam już ciała św. Petroniusza, gdyż w 2000 roku kardynał Giacomo Biffi kazał je przenieść do bazyliki św. Petroniusza. 
W kościele znajduje się też źródło wody, które symbolizuje Jordan. Z archeologicznego punktu widzenia nawiązuje do świętego źródła z czasów świątyni Izydy. Prawdopodobnie w tym miejscu znajdowała się świątynia Izydy o czym może świadczyć właśnie źródło (kult Izydy wymagał obecności źródła wody), ale również obecności siedmiu greckich marmurowych kolumn, pochodzący z miasta Karistos (według badań przeprowadzonych przez Uniwersytet Geologiczny w Padwie), z pewnością z okresu rzymskiego. Zostały ponownie 

## Kościół św. Krzyża

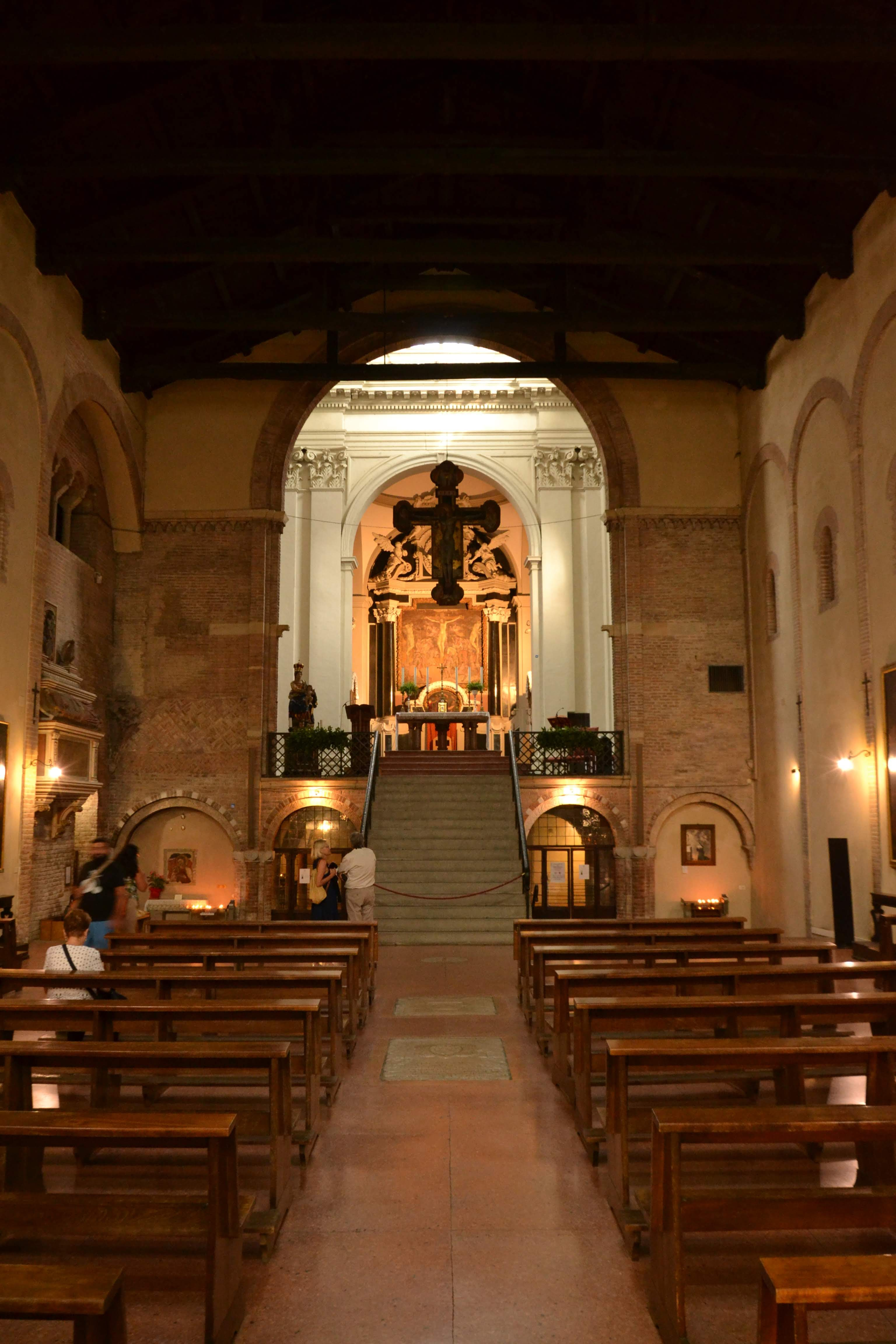
Kościół św. Krzyża

Kościół św. Krzyża (wł. Chiesa del Crocifisso) pochodzi z VIII w. Jednonawowy ze sklepieniem kratownicowym. Prezbiterium przebudowane w XVII w., zostało wzniesione nad kryptą.
W nawie, po lewej stronie, znajduje się XVIII-wieczny zespół rzeźb Compianto sul Cristo morto autorstwa bolońskiego rzeźbiarza Angelo Gabriello Piò. W centrum nawy schody prowadzące do prezbiterium. W prezbiterium znajduje się Krucyfiks, dzieło Simone dei Crocifissi z około 1380 roku. Na ścianach XV-wieczne freski przedstawiające męczeństwo św. Stefana.
Pod prezbiterium znajduje się krypta podzielona na pięć naw kolumnami. Jedna z nich, według legendy, od podstawy do sklepienia jest idealnie równa wzorostowi Jezusa (około jednego metra i siedemdziesięciu, jak na tamte czasy bardzo wysoka). Na końcu nawy w dwóch urnach ustawionych na ołtarzu znajdują się szczątki św. św. Witalisa i Agrykoli.
Po bokach ołtarza pod warstwą tynku odkryto dwa XVI-wieczne freski ilustrujące męczeństwo św.św. Witalisa i Agrykoli. W lewej nawie, na końcu przy ołtarzu, znajduje się niewielki fresk z początku XV wieku, tzw. Madonna della Neve , prawdopodobnie autorstwa Lippo di Dalmasio. Dziełem o mniejszej wartości artystycznej jest biały posąg nazywany Madonna Bambina, znajdujący się przy wejściu do krypty na prawej ścianie.

## Dziedziniec Piłata

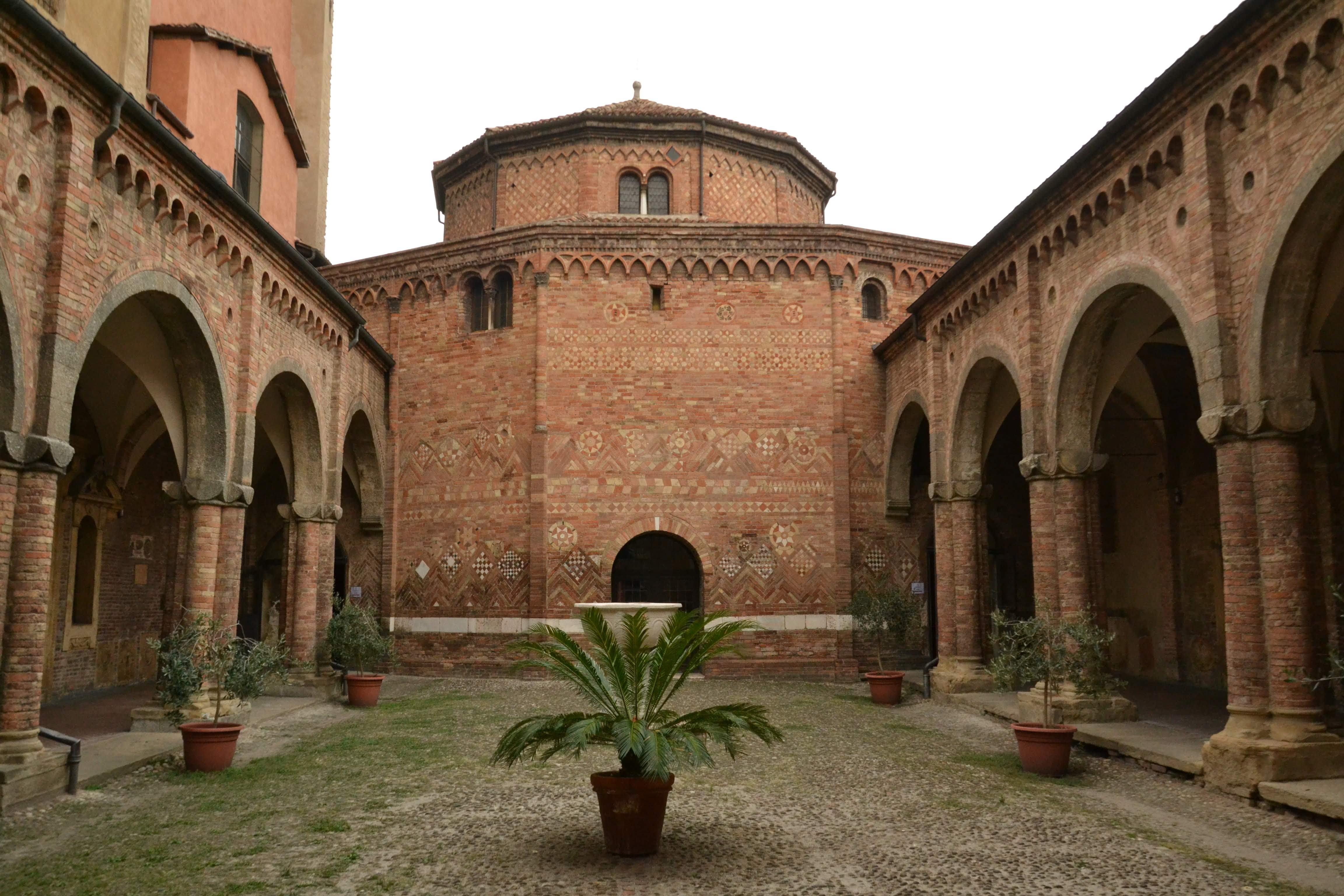
Dziedziniec Piłata, w tle Bazylika Grobu Pańskiego

Na Dziedziniec Piłata można się dostać wychodząc z Bazyliki Grobu. Ta część kompleksu ma być odwzorowaniem Litostrotos (gr. lithóstrōtos-pokryty kamieniami). Dziedziniec jest otoczony od północy i południa dwoma portykami w stylu romańskim z charakterystycznymi kolumnami w kształcie krzyża z cegły. W centrum dziedzińca znajduje się wapienny basen na piedestale (XVI w.), który ma być odwzorowaniem miejsca w którym Piłat obmył ręce. Umywalka jest dziełem longobardzkim z lat 737–744.
Pod portykiem, pośrodku okna, na kolumnie znajduje się kamienny kogut z XIV wieku, zwany „kogutem świętego Piotra” na pamiątkę ewangelicznego opisu zaparcia się Jezusa. 
Pod portykiem można zobaczyć kilka nagrobków, w tym jeden, z parą prawdziwych nożyczek pośrodku, należący do krawca.
Ważne dla symboliki męki Chrystusa jest to, że odległość między tym dziedzińcem a pobliskim kościołem San Giovanni in Monte (w rzeczywistości stoi na jedynym naturalnym wzniesieniu w centrum Bolonii) jest taka sama, jak w Jerozolimie między Grobem Świętym a Kalwarią.

## Kaplica i Muzeum Chusty (Matki Boskiej)
Kaplica i Muzeum Chusty (Matki Boskiej) (dosł. bandaża, por. wł. Cappella della Benda) poświęcona paskowi tkaniny, którą Matka Boska nosiła na głowie jako znak żałoby.